# Biên niên sử Narnia: Hành trình trên tàu Dawn Treader
Biên niên sử Narnia: Hành trình trên tàu Dawn Treader (tên gốc tiếng Anh: The Chronicles of Narnia: The Voyage of the Dawn Treader) là một phim điện ảnh được chuyển thể từ cuốn tiểu thuyết thứ ba mang tên Trên con tàu Hướng tới Bình minh của loạt truyện Biên niên sử Narnia của nhà văn C. S. Lewis. Đây là lần thứ ba trong loạt phim Biên niên sử Narnia mà Walden Media tham gia sản xuất nhưng lần này Walt Disney Pictures không cùng hợp tác sản xuất sau một tranh chấp ngân sách với Walden Media. Cuối cùng, phần này được 20th Century Fox phát hành (hai phần trước do Walt Disney Studios Motion Pictures). Đây cũng là lần đầu tiên tác phẩm được phát hành dưới định dạng 3D.

Trong phần này, chỉ có 2 anh em là Edmund (Skandar Keynes) và Lucy (Georgie Henley),cùng với người anh em họ của họ là Eustace Scrubb (Will Poulter) được quay trở lại Narnia. Cùng với vị vua mới của Narnia là Caspian, họ cùng phiêu lưu trên con thuyền Dawn Treader để giải cứu 7 vị lãnh chúa bị mất tích cũng như để khám phá những bí mật của hòn đảo bóng tối.
Bộ phim được công chiếu trên toàn thế giới vào ngày 10 tháng 12 năm 2010 và đạt được thành công về mặt thương mại. Mặc dù doanh thu tại Bắc Mỹ của nó chỉ là 104 triệu USD, thấp hơn phần trước, nhưng doanh thu trên toàn cầu lại khá cao, hơn 310 triệu USD, nâng tổng doanh thu bộ phim đạt được trên toàn thế giới là 415 triệu USD.

## Tóm tắt nội dung
Ba năm sau sự kiện trong phần 2, Lucy và Edmund Pevensie phải ở cùng gia đình người em họ Eustace Scrubb cho đến khi chiến tranh kết thúc. Trong một lần khi 3 anh em đang tranh luận, họ bị cuốn vào bức tranh vẽ một con tàu đang lênh đênh trên biển.

Ba người được thủ thủy đoàn cứu, Caspian nhận ra Edmund và Lucy và giới thiệu với mọi người đây chính là đức vua và nữ hoàng của Narnia. Chàng cũng mời họ ở lại để cùng giải cứu 7 vị lãnh chúa mất tích. Tại quần đảo Lone, đoàn người bị phục kích, trong khi Caspian và Edmund bị bắt và bị giam cầm thì Lucy và Eustace lại bị đem đi bán làm nô lệ. Trong ngục, Caspian tìm được 1 vị lãnh chúa, ông cho biết những người nô lệ sẽ không bị bán mà sẽ bị cống nạp cho một làn sương mù màu xanh trên biển. Sau đó, thủy thủ đoàn đến và giải cứu mọi người. Vị lãnh chúa dâng lên Caspian một thanh kiếm vốn được Aslan ban tặng cho.
Cuộc hành trình tiếp tục, tại một hòn đảo khác, khi Lucy bị một đám người vô hình bắt cóc. Chúng yêu cầu cô phải đột nhập vào dinh thự của pháp sư Coriakin để tìm pháp thuật giúp chúng có thể hiện lại như bình thường. Tại đây, Coriakin cho mọi người biết để đánh bại được lớp sương mù màu xanh, họ phải tìm được đủ 7 thanh kiếm của 7 vị lãnh chúa và đặt chúng trên bàn đá Aslan.
Họ tiếp tục đến một hòn đảo khác, nơi đó họ phát hiện một hồ nước có thể biến mọi vật thành vàng. Caspian và Edmund cũng kiếm được 2 thanh kiếm trong hồ, trong khi đó Eustace bị lạc và tìm thấy một kho báu vàng. Bị cám dỗ bởi kho báu, Eustace bị biến thành một con rồng.
Khi đến bàn đá, họ tìm ra thêm 3 vị lãnh chúa nữa nhưng họ bị bất tỉnh. Một ngôi sao xanh từ bầu trời rơi xuống và hóa thành một cô gái xinh đẹp, nói với họ rằng thanh kiếm còn lại đang ở bên hòn đảo tối. Dù biết nguy hiểm nhưng đoàn tàu vẫn tiến lên, và tại đó họ gặp vị lãnh chúa cuối cùng. Đúng lúc này, một con rắn biển khổng lồ xuất hiện. Eustace chiến đấu cùng con rắn nhưng lại bị vị lãnh chúa hiểu lầm là con quái vật nên đã phi 1 thanh gươm trúng vào nó. Eustace bay đi và rơi xuống một hòn đảo nhỏ. Tại đó, Aslan hiện ra, biến Eustace lại thành người và dẫn cậu đến chỗ thanh kiếm cuối cùng. Eustace đặt thanh kiếm lên đúng vị trí, làm cho thanh kiếm của Edmund trở lên mạnh mẽ và tiêu diệt được con rắn. Cái chết đã đánh thức 3 vị lãnh chúa bất tỉnh, phá hủy sương mù và hòn đảo tối, giải phóng những người nô lệ đã bị bắt đi.
Eustace gặp lại Lucy, Edmund, Caspian và chàng hiệp sĩ chuột Reepicheep, họ cùng nhau đi một con thuyền nhỏ đến một bờ biển bí ẩn với một làn sóng lớn dựng ngược lên. Aslan xuất hiện và nói đất nước của ông nằm phía bên kia đợt sóng. Reepicheep xin phép Aslan cho mình được sang đó và được ông đồng ý. Aslan cũng mở một con đường để Lucy, Edmund và Estace trở lại thế giới hiện tại. Ba người lần lượt bước qua nó và trở lại căn phòng của mình. Bộ phim kết thúc với hình ảnh con thuyền Dawn Treader dần dần biến mất trong bức tranh.

## Diễn viên
- Georgie Henley... Lucy Pevensie: Lucy là người em út trong nhà Pevensie và cũng là một nữ hoàng của Narnia. Lucy là người đầu tiên phát hiện ra thế giới của Narnia trong tập đầu The Chronicles of Narnia: The Lion, the Witch and the Wardrobe

- Skandar Keynes... Edmund Pevensie: Edmund là anh trai kế của Lucy và là một vị vua của Narnia.

- Will Poulter... Eustace Scrubb: Eustace là người anh em họ hay gây phiền nhiễu cho 2 anh em Lucy và Edmund, đây là lần đầu tiên Eustace đến với Narnia

- Ben Barnes... Vua Caspian: Trong phần 2, nhờ 4 anh em nhà Pevensie, Caspian đã dành lại vương quốc đã mất từ tay người chú của mình và lên làm vua

- Simon Pegg... Reepicheep: Reepicheep là một con chuột dũng cảm, người đã giúp rất nhiều Caspian và các anh em nhà Pevensie trong các sự kiện của Hoàng tử Caspian. Ông tham gia cuộc hành trình trên tàu Dawn Treader bởi vì ông muốn thực hiện ước mơ cuối cùng của mình là đến được vương quốc của Aslan

- Gary Sweet... Drinian: thuyền trưởng của con tàu Dawn Treader và người bạn thân nhất của Caspian.

- Liam Neeson... Aslan: Aslan là một con sư tử lớn và đầy quyền năng. Ông chính là người tạo ra Narnia 

- Laura Brent... Lilliandil: Hiện thân của ngôi sao xanh

- Bille Brown... Coriakin.

- Tida Swinton... Phù Thủy Trắng (White Witch): bà là nhân vật phản diện chính trong phần đầu tiên The Chronicles of Narnia: The Lion, the Witch and the Wardrobe, mặc dù đã bị Aslan tiêu diệt, nhưng linh hồn bà vẫn tồn tại và ám ảnh thế giới Narnia